# Lugau
Lugau is een stad in de Duitse deelstaat Saksen, en maakt deel uit van het Erzgebirgskreis.
Lugau telt 7.907 inwoners.

## Geografie

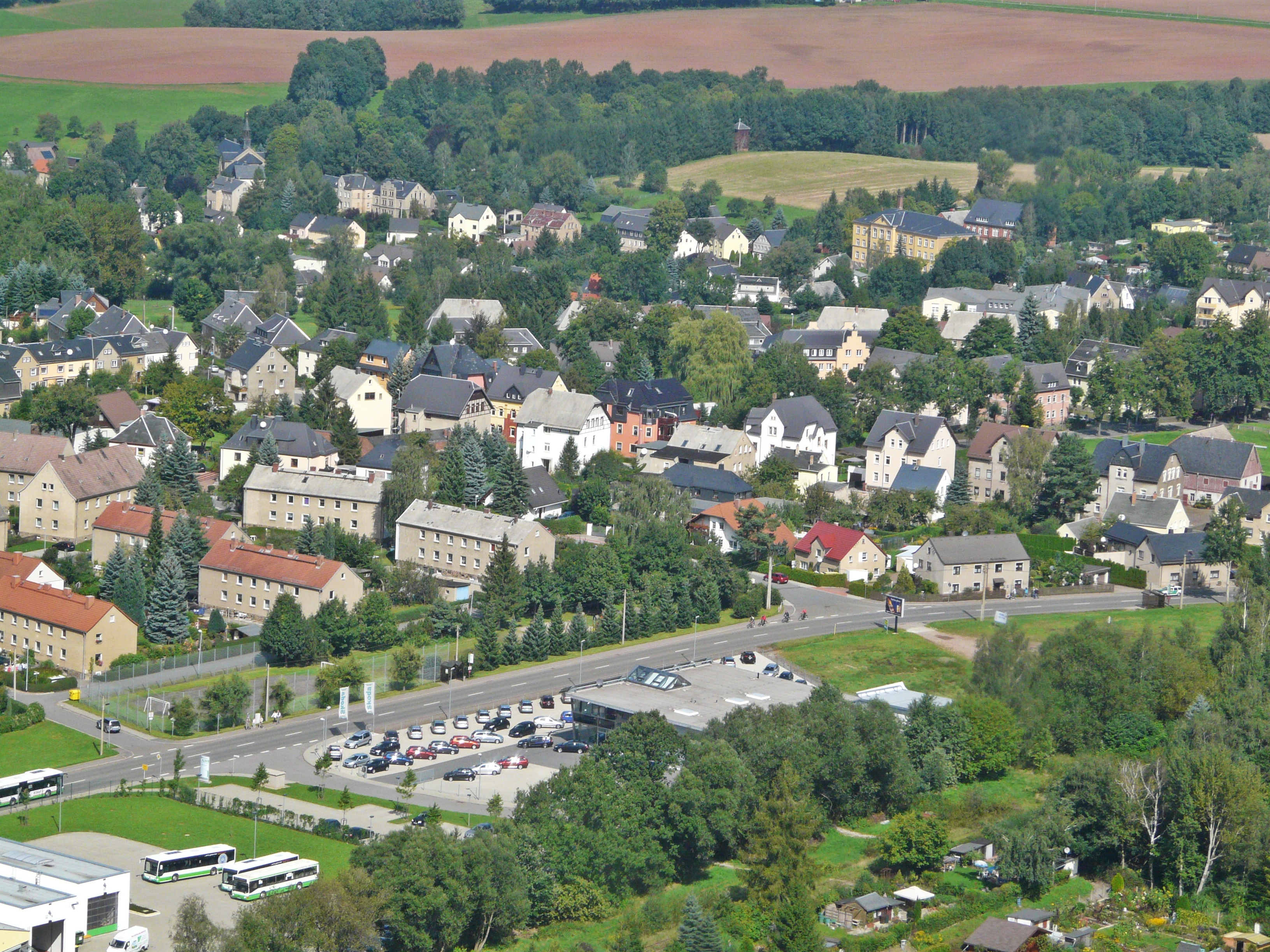
Lugau

Lugau ligt ongeveer 12 kilometer westelijk van Chemnitz en ongeveer 20 kilometer oostelijk van Zwickau aan de noordrand van het Ertsgebergte. Het grootste deel van de stad bevindt zich op een bergrug tussen het Hegebach- en Würschnitztal.
De in de stad in het Pfarrwald ontspringende beek Lugau mondt in de buurgemeente Gersdorf in de Hegebach uit, welke vervolgens in de Lungwitzbach uitmondt. Langs deze beek ontstond het voormalige lintdorp.

### Stadsindeling
- Lugau (Oberlugau/Niederlugau)
- Erlbach-Kirchberg, sinds 2013
- Neukirchberg, sinds 1956
- Ursprung, sinds 2013